# Meridian Airways
Meridian Airways war eine ghanaische Frachtfluggesellschaft mit Sitz in Accra und Basis auf dem Flughafen Ostende-Brügge. 

## Geschichte
Der Ursprung des Unternehmens lag in der im Jahr 1986 in Lagos (Nigeria) gegründeten Rainbow Cargo Airlines, die 1989 infolge einer Übernahme durch die Race Cargo Group zur Race Cargo Airlines umfirmiert wurde. Die operative Basis des Unternehmens lag anfangs auf dem Flughafen Accra in Ghana. Zunächst besaß die Gesellschaft keine eigenen Flugzeuge, sondern mietete bei Bedarf für ihre Frachtcharterflüge Maschinen der Typen Boeing 707 und Douglas DC-8 kurzfristig an. Race Cargo Airlines verlegte Anfang der 1990er-Jahre ihren Geschäftssitz nach Colnbrook in Berkshire (Großbritannien) und richtete eine weitere Basis auf dem Flughafen London-Stansted ein. Ab Mitte der 1990er-Jahre nutzte die Gesellschaft anstelle von London-Stansted den belgischen Flughafen Ostende als Betriebsbasis.
Im Jahr 2007 wurde die mittlerweile in Accra ansässige Race Cargo Airlines zur Air Charter Express umfirmiert, welche zu dieser Zeit zwei Douglas DC-8 einsetzte. Aus Air Charter Express ging im Jahr 2009 die Fluggesellschaft Meridian Airways hervor. Im Januar 2010 beförderte Meridian Airways auf mehreren Flüge Hilfsgüter für die Opfer des Erdbebens in Haiti von Manchester nach Port-au-Prince. Aufgrund von Sicherheitsmängeln bestand für die Gesellschaft ab September 2010 bis zur Betriebseinstellung ein Landeverbot in der EU.
Die Regierung Ghanas entzog mit Wirkung zum 1. Januar 2014 sämtliche Betriebsgenehmigungen für Flugzeuge des Typs Douglas DC-8. Hiervon waren die beiden Fluggesellschaften Meridian Airways und Airlift International betroffen, die ihren Flugbetrieb infolgedessen am 31. Dezember 2013 einstellen mussten.

## Flotte
Mit Stand der Betriebseinstellung bestand die Flotte der Meridian Airways aus fünf Flugzeugen des Typs Douglas DC-8-63F.